# Peônio (ritmo)
Peônio é uma unidade rítmica composta utilizada em poemas.
Compõe-se de três sílabas breves (átonas) e uma longa (tônica), podendo a sílaba tônica apresentar-se em qualquer posição.
De acordo com a posição da sílaba tônica, o peônio classifica-se como:
1. peônio de primeira  (— ∪ ∪ ∪);
2. peônio de segunda (∪ — ∪ ∪);
3. peônio de terceira (∪ ∪ — ∪);
4. peônio de quarta (∪ ∪ ∪ —).

O peônio de quarta tem utilização comum nos versos decassílabos (tanto heróicos quanto sáficos) e nos dodecassílabos. Nestes, pode haver a combinação de peônio com iambo, no verso alexandrino, ou o trímetro peônico, também chamado verso romântico.
Ele aparece nos versos iâmbicos quando, na junção de dois pés iâmbicos, a segunda sílaba perde a tonicidade.
Ex.:
com iambos
E, quanto mais espero, mais me canso

e mais me sinto só, e o tempo passa,

e no passar do tempo eu me intrometo.
com peônios de quarta
E, quanto mais espero, mais me canso

e mais me sinto só, e o tempo passa,

e no passar do tempo eu me intrometo.